# Neohesperilla
Neohesperilla là một chi bướm ngày thuộc họ Bướm nâu.

## Các loài
- Neohesperilla croceus Miskin, 1889
- Neohesperilla senta Miskin, 1891
- Neohesperilla xanthomera Meyrick & Lower, 1902
- Neohesperilla xiphiphora Lower, 1911